# Großsteingrab Bookhof
Das Großsteingrab Bookhof war eine megalithische Grabanlage der jungsteinzeitlichen Trichterbecherkultur bei Bookhof, einem Ortsteil von Herzlake im Landkreis Emsland (Niedersachsen). Es wurde im 19. Jahrhundert zerstört. Nach Johann Karl Wächter befand es sich zwischen Bookhof und Felsen und wurde bereits einige Jahre vor 1840 von Schatzgräbern zerstört. Über Ausrichtung, Maße und Grabtyp liegen keine Informationen vor. Ernst Sprockhoff konnte noch herausfinden, dass sich in den 1840er Jahren bei der Windmühle von Felsen „Hünensteine“ befunden hatten. Eventuell handelte es sich hierbei um Reste des Grabes.